# Восьминіг (атракціон)

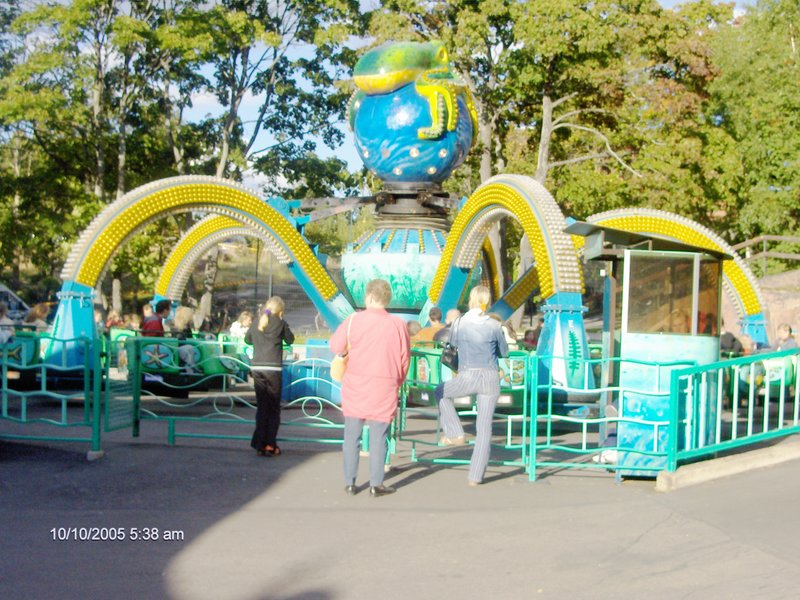
Поліп (A Schwarzkopf Monster III) на старому місці в парку Linnanmäki

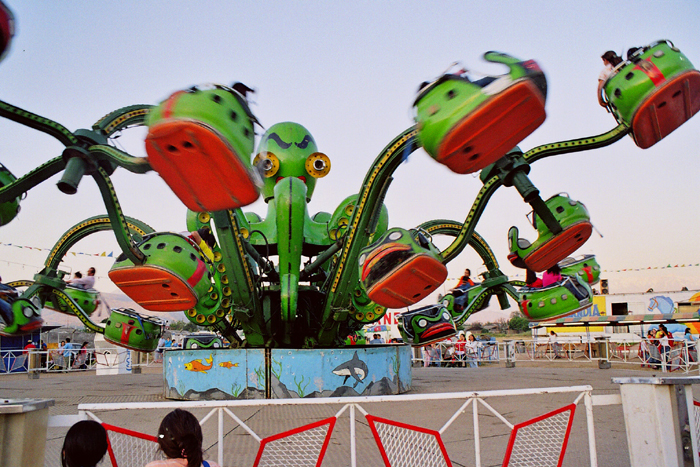
Пульпо

Восьминіг — вид атракціону у формі восьминога. Це п’ять-вісім важілів, прикріплених до центральної осі обертання, рухаються вгору-вниз хвилеподібним рухом, тоді як машини на кінцях важілелів, прикріплені безпосередньо до самих важелів або закріплені на обертових хрестовинах, вільно обертаються або залишаються на місці, залежно від на точний тип їзди. Кожен атракціон восьминога має руки, прикріплені посередині атракціону. Середина або центр атракціону рухатиметься (голова восьминога, об’єкт-циліндр павука тощо). Більшість атракціонів на восьминогах вимагають від гостей не менше 42 років дюймів для їзди без дорослих; з маленькими дітьми повинен бути дорослий. Це регулярне явище на щорічних ярмарках AGS і AHS в Університеті Атенео де Маніла

## Різні види восьминога

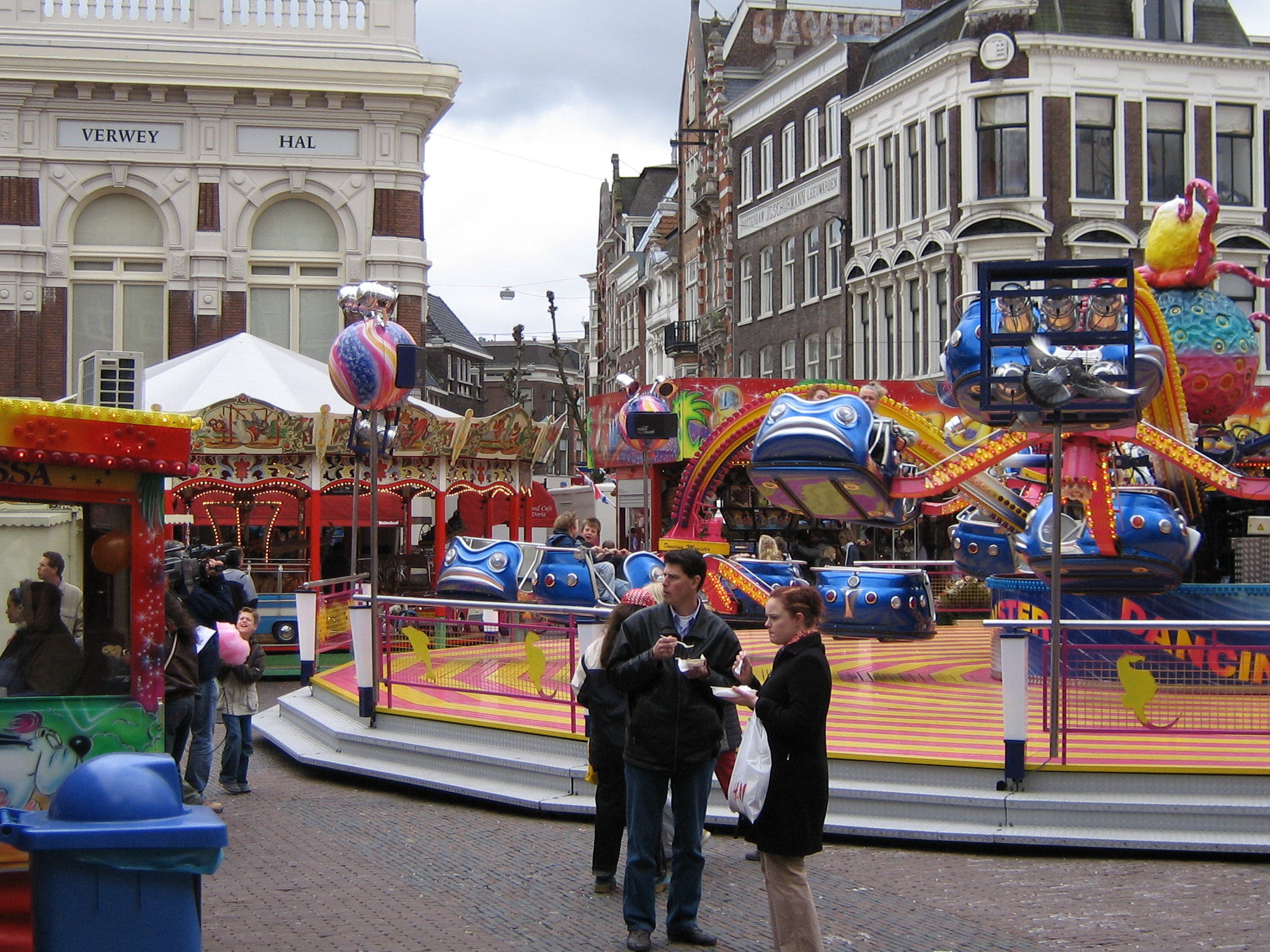
Восьминіг (поліп Баккера) на веселому ярмарку

Існує багато різних видів восьминогів. Вони включають:
- Eyerly Octopus — один із найстаріших атракціонів Octopus, цей варіант, створений компанією Eyerly Aircraft з Орегону, має вісім рук, до кожної з яких прикріплено один автомобіль. Коли руки рухаються вгору та вниз, автомобілі можуть вільно обертатися. Руки, як і інші конструкції Eyerly, залишаються у фіксованому положенні та не можуть бути опущені. Це означає, що оператор повинен завантажувати поїздку машину за машиною, а не всі одразу.
- Eyerly Spider — цей атракціон схожий на Octopus, але лише з шістьма руками, кожна з яких має по дві машини на перекладині, що обертається.
- Монстр Айєрлі. Цей атракціон має шість рук, як у павука, але з чотирма автомобілями, а не двома, прикріпленими до обертового хреста.
- Klaus (SDC) Polyp — спочатку побудований у 1960-х роках Клаусом з Німеччини, цей атракціон має п’ять рук, із 4 автомобілями, прикріпленими до обертового хреста на кінці кожної руки. Цей варіант Octopus, хоч і схожий на дизайн Eyerly Monster, відрізняється двома ключовими моментами: машини не обертаються, оскільки вони прикріплені збоку до поперечини, а головні руки мають можливість рухатися вгору та вниз, а не залишатися у фіксованому положенні. Це робить завантаження та розвантаження автомобіля набагато швидшим і легшим. Хоча машини Клауса не дуже поширені, ця конструкція стала дуже популярною в Західній Європі, а найпоширенішими розробниками цих атракціонів були Баккер і CAH, обидва з Нідерландів.
- Schwarzkopf Monster — Цей популярний варіант, створений німецькою компанією Schwarzkopf, схожий на Klaus Polyp, але, як і Eyerly Monster, машини можуть вільно обертатися на хрестовині, а не бути прикріпленими збоку. Атракціон складається з п’яти рукавів, до кожного з яких прикріплено чотири або п’ять автомобілів. Компанія Schwarzkopf випустила три різні моделі Monster (найпопулярніша — Monster III), але всі вони функціонують однаково. Сарторі з Італії також робить подібну поїздку.
- Looping/Suspended Polyp — спочатку розроблений Віландом Шварцкопфом (сином Антона Шварцкопфа), Looping Polyp був схожий на Monster, але мав автомобілі, які могли як перевертатися, так і обертатися (подібно до поїздки Mondial Shake). Машини також були підвішені нижче хрестів, а не вище. Прототип Sound Factory, створений для німецького шоумена Kinzler у 1997 році, був єдиним Looping Polyp, коли-небудь створеним, оскільки атракціон мав механічні проблеми та був виведений з експлуатації лише через пару років[1]. Приблизно в сезоні 2008/2009 років Герстлауер з Німеччини замінив оригінальні лупінгові автомобілі на обертові для шоумена Айгнера, який перейменував їх у Parkour [1] і зараз відвідує різні німецькі атракціони. Станом на березень 2017 року Gerstlauer все ще пропонує підвішений поліп.

## Відео
- Один із перших Schwarzkopf Monster III
- SDC Поліп

## Сайт виробника
- Атракціони Сарторі
- Emiliana Luna Park srl (ІТАЛІЯ)